# Мангано, Джой
Джой Мангано (англ. Joy Mangano, род. 15 февраля 1956, Бруклин, Нью-Йорк, США) — американская женщина-изобретатель и предприниматель, известна созданием самоотжимающейся швабры Miracle Mop («Чудо-швабра»). Основала компанию Ingenious Designs, LLC и регулярно появлялась на американском телеканале-магазине HSN до 2018 года.
В 2017 году Мангано выпустила автобиографию Inventing Joy. Фильм 2015 года «Джой» частично основан на биографии Мангано. Исполнительница главной роли, Дженнифер Лоуренс, была удостоена за эту работу премии «Золотой глобус» за лучшую женскую роль в комедийном фильме или мюзикле и была номинирована на премию «Оскар» за лучшую женскую роль.

## Ранние годы
Мангано родилась в Бруклине, детство провела в Хантингтоне, штат Нью-Йорк. Изобретать начала в раннем возрасте, когда, будучи подростком, работала в ветеринарной клинике в Хантингтоне. Она придумала флуоресцентный ошейник от блох для защиты домашних животных. Аналогичный продукт был выпущен в следующем году компанией Hartz Mountain. После окончания в 1978 году Университета Пейс со степенью в области делового администрирования Мангано работала на различных должностях, в том числе официанткой и менеджером по бронированию авиабилетов, одновременно после развода в одиночку воспитывая троих детей.

## Карьера
Мангано является автором 71 семейства патентов и 126 различных патентных публикаций.

### «Чудо-швабра»
В 1990 году, разочаровавшись в обычных швабрах, Мангано разработала своё устройство, названное Miracle Mop («Чудо-швабра»). Это самовыжимающаяся пластиковая швабра с головой из непрерывной хлопковой ленты длиной 90 м, при отжимании которой не требуется касаться её руками. За счет собственных сбережений и средств, полученных от семьи, Мангано изготовила прототип и произвела 1000 образцов новой швабры. На первых порах, в 1991 году, производство велось в кузовном цехе её отца в Пеконике, штат Нью-Йорк.
После продажи швабр на торговых выставках и через магазины Лонг-Айленда Мангано заключила соглашение с телемагазином QVC, через который продала 1000 швабр. Сначала продажи были скромными, но как только QVC позволила Мангано лично появиться на экране, продажи резко пошли вверх, и менее чем за полчаса было реализовано 18 000 швабр. Мангано основала компанию Arma Products, позже переименовав её в Ingenious Designs. В 1999 году она продала Ingenious Designs компании USA Networks, материнской компании телемагазина HSN. К 2000 году компания продавала «чудо-швабры» на сумму 10 миллионов долларов в год.

### Другие продукты
Huggable Hangers — плечики для одежды с нескользящим бархатным ворсом и тонким профилем, позволяющим экономить место в шкафу. Одобренные Опрой Уинфри, Huggable Hangers были самым продаваемым продуктом HSN по состоянию на 2010 год. К этому времени было продано более 300 миллионов экземпляров.
Forever Fragrant — линия нейтрализаторов запахов для дома, включая палочки, свечи без фитиля, ароматизаторы, сферы, вкладыши для ящиков и формодержатели для обуви. 31 января 2010 года Mangano побила рекорд HSN, продав 180 000 экземпляров за один день. Линия Forever Fragrant отмечена знаком одобрения Good Housekeeping.
Clothes It All Luggage System — чемоданы на колесиках с приспособлениями для хранения вещей: отделением для ноутбука с мягкой подкладкой, органайзером для туалетных принадлежностей, карманом для билетов на самолет и съемными перегородками. Размер чемоданов варьируются от небольших вещевых сумок до полуметровых портативных комодов со съемными ящиками. Также в линии имеются портфели и переноски для домашних животных.
Performance Platforms — обувь с каблуком на резиновой платформе, увеличивающая рост. В мае 2010 года Мангано продала на HSN 30 000 пар обуви за три часа. Линия началась с кроссовок, а затем была дополнена моделями «Мэри Джейн» (закрытые туфли с круглым мыском), босоножками и сандалиями. Обувь производится совместно с подразделением Grasshoppers компании Stride Rite Corporation.
Comfort & Joy Textiles — постельное белье из хлопка Supima с искусственным пухом с двусторонним пододеяльником на молнии и простынями, которые прикрепляются к кровати.
Shades Readers — линейка очков для чтения, которые продаются наборами по три или более штук, чтобы их можно было разместить в нескольких местах дома и на работе для быстрого доступа. Продано более 13 миллионов пар.

### Телевидение
Вскоре после того как в 1992 году Мангано впервые появилась в эфире QVC, она стала регулярным участником программ HSN и считается самым успешным поставщиком сети с годовым объемом продаж более 150 миллионов долларов. Её почасовые продажи регулярно превышают 1 миллион долларов. Мангано также появлялась в коротких рекламных роликах и роликах, посвящённых продуктам её собственной компании. По словам Мангано, хотя продажи на телевидении позволяют охватить миллионы людей, эта работа требует искреннего энтузиазма, чтобы убедить зрителей купить продукт без возможности прикоснуться к нему или проверить. Представитель HSN писал, что успех Мангано обусловлен её способностью передать зрителям «страсть, волнение и гордость за каждую деталь». Спустя почти два десятилетия Мангано покинула HSN, «чтобы попробовать себя в других профессиональных направлениях».

#### Другие выступления на телевидении
В 2005 году Мангано была судьей кабельного реалити-шоу Made in the USA. Она также появилась на шоу ABC The View 2 февраля 2007 года.

### Сотрудничество
Мангано сотрудничает со знаменитостями и другими телевизионными персоналиями, чтобы представлять свою продукцию на HSN. Среди примеров — линия украшений звезды тенниса Серены Уильямс, товары для фитнеса Френка Сепе, модные аксессуары от супермодели Иман,товары от Рози О’Доннел, гитары от музыканта Эстебана и книги Who Knew? Брюса Любина. Она также сотрудничала с шеф-поваром Тоддом Инглишем при выпуске посуды GreenPan с антипригарным покрытием на керамической основе. Мангано и Инглиш представили линию GreenPans на HSN 26 июля 2007 года и за 4 часа продали 24 000 предметов.

## Награды и достижения
В 1997 году компания Ernst & Young назвала Мангано предпринимателем года на Лонг-Айленде. В 2009 году Мангано заняла 77 место в списке 100 самых креативных людей в бизнесе, составленном Fast Company. В 2010 году Fast Company включила её в список 10 самых креативных женщин в бизнесе.

## В популярной культуре
В фильме 2015 года «Джой» режиссера Дэвида О. Рассела главную роль, частично основанную на биографии, где Мангано сыграла Дженнифер Лоуренс. Сама Мангано выступила исполнительным продюсером фильма. Премьера состоялась на Рождество 2015 года. За роль в этом фильме Лоуренс была удостоена премии «Золотой глобус» и номинировалась на премию «Оскар».
В 2018 году сообщалось, история жизни Джой Мангано будет воплощена в театральном мюзикле. Права на создание мюзикла приобрёл продюсер Кен Дэвенпорт, обладатель премии Тони.

## Личная жизнь
В 1978 году Мангано вышла замуж за Тони Миранна вскоре после того, как оба окончили Университет Пейс. Они развелись в 1989 году. В браке родилось трое детей: Кристи, Роберт и Жаклин Миранн. Мангано проживает в Сент-Джеймсе, штат Нью-Йорк.